# Йидга
Йидга́ — этническая группа мунджанцев, которые являются одним из памирских народов. Практически все йидга проживают на севере Пакистана, в долине реки Луткух, в округе Читрал провинции Хайбер-Пахтунхва. Йидга в XVIII веке переселились из долины реки Мунджан, на востоке нынешней территории Афганистана, и отделились от мунджанцев. По данным Ethnologue, в 2000 году количество йидга составляло примерно 6150 человек. Практически все йидга являются мусульманами-исмаилитами.
Йидга разговаривают на своем языке йидга, являющийся одним из памирских языков, которые входят в юго-восточную подгруппу иранских языков. Язык йидга наиболее близок к мунджанскому языку, который также известен как «мунджи» и «мундживар». Языки йидга и «мунджи» являются фактически продолжением древнего, ныне мертвого бактрийского языка. Кроме родного языка, практически все йидга также владеют пушту и урду, так как живут вокруг пуштунов и других народов Пакистана, и образование в основном получают именно на урду, так как этот язык является одним из двух (наряду с английским) официальных языков Пакистана.
Йидга в основном занимаются земледелием и скотоводством. Для йидга характерны терассирование полей и проведение оросительных каналов для полива земли. Культурно и внешне (антропология) близки к мунджанцам и остальным памирским народам.